# Asalto al Palacio de Invierno
El asalto al Palacio de Invierno (en ruso; Штурм Зимнего дворца) fue uno de los eventos clave de la Revolución de Octubre. Fue el asedio llevado a cabo por los Guardias Rojos bajo el mando del Comité Militar Revolucionario, en la noche del 25 al 26 de octubre de 1917 (7 a 8 de noviembre en el calendario gregoriano), a la sede del Gobierno Provisional, ubicada en el Palacio de Invierno en Petrogrado, como resultado de lo cual el Gobierno Provisional fue depuesto y arrestado, y el poder fue transferido al Congreso Panruso de los Sóviets. El asalto se llevó a cabo sin hostilidades significativas, pero bajo la amenaza del uso de la fuerza de las armas.

## Antecedentes
A partir de julio de 1917, el Palacio de Invierno se convirtió en la sede del Gobierno Provisional, cuyas reuniones se celebraban en el Salón Malaquita. En el mismo lugar, en el palacio, desde 1915 funcionaba un hospital para heridos graves.

## Días anteriores

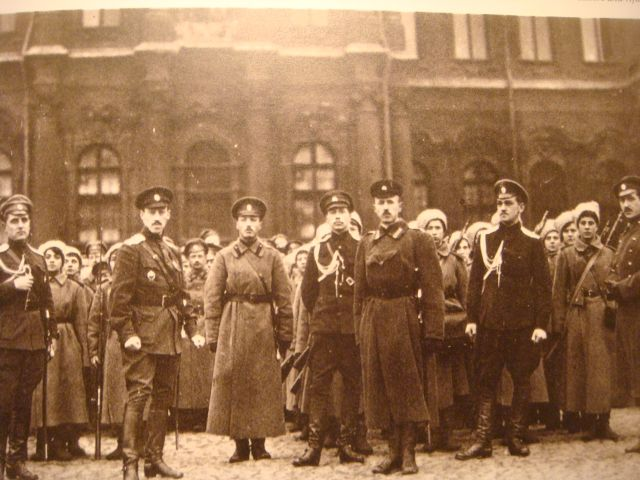
Batallón de mujeres en la plaza frente al Palacio de Invierno.

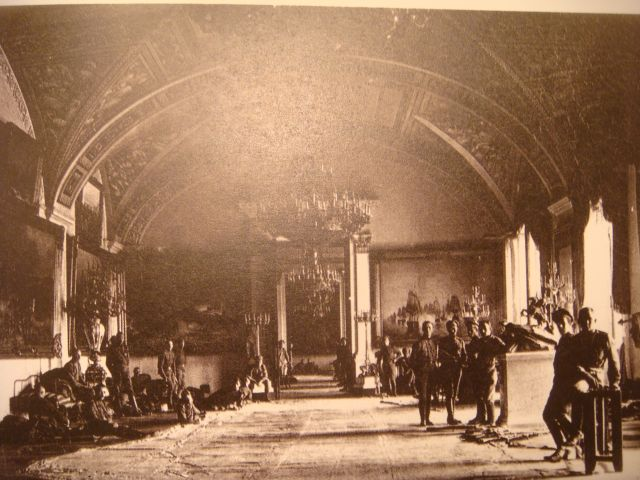
Junkers en los pasillos del Palacio de Invierno preparándose para la defensa.

El 12 de octubre (25 en el calendario gregoriano), el Sóviet de Petrogrado de los Diputados de Obreros y Soldados creó al Comité Militar Revolucionario (CRV) para preparar y dirigir el levantamiento armado de Petrogrado en octubre. De acuerdo con el Reglamento del Comité Militar Revolucionario aprobado por el Sóviet de Petrogrado el 12 de octubre (25), incluía representantes del Comité Central de Petrogrado y a organizaciones militares de los partidos socialrevolucionario de izquierda y bolchevique, delegados del presídium y la sección de soldados del Sóviet de Petrogrado, representantes del cuartel general de la Guardia Roja, del Comité Central de la Flota del Báltico y de la Flota Central y comités de fábricas. El Reglamento del Comité Militar Revolucionario también proclamó que todos los representantes de los bolcheviques y socialrevolucionarios de izquierda, todos los Guardias Rojos, los soldados de la guarnición de Petrogrado y los marineros de la Flota Báltica están subordinados a este organismo.
En las condiciones de un levantamiento abiertamente preparado a punto de comenzar, el Cuartel General del Gobierno Provisional no trajo una sola unidad militar de soldados en defensa del gobierno, no se llevó a cabo ningún trabajo preparatorio con los junkers en las escuelas militares, por lo que hubo insignificante pocos de ellos en la Plaza del Palacio el 25 de octubre, y habrían sido aún menos si los junkers no hubieran venido solos. El hecho de que fueran los junkers, que no participaron en la defensa del Palacio de Invierno el 25 de octubre, quienes participaron en la acción de cadetes antibolcheviques el 29 de octubre, habla de la desorganización total en la defensa del Gobierno Provisional. La única unidad militar de la guarnición de Petrogrado que juró lealtad al Gobierno Provisional fueron los cosacos. Las principales esperanzas estaban puestas en ellos en los días de agitación. El 17 de octubre de 1917, el jefe del Gobierno Provisional, Aleksandr Kérenski, fue visitado por delegados del Círculo Militar de Cosacos del Don, quienes notaron la desconfianza de los cosacos hacia el gobierno y exigieron que el gobierno restaurara a Alekséi Kaledín como comandante del ejército y admitir abiertamente su error ante el Don. Kérenski reconoció el episodio con Kaledín como un triste malentendido y prometió hacer una declaración oficial desautorizando el episodio en los próximos días, pero no cumplió su palabra y no dio ninguna explicación oficial de manera oportuna. Y solo el 23 de octubre, la Comisión de Investigación Extraordinaria emitió una decisión sobre la no participación del general Kaledin en el golpe de Kornílov. En general, los cosacos de Petrogrado reaccionaron pasivamente a los próximos eventos: incluso en un momento crítico en la noche del 24 al 25 de octubre, a pesar de las repetidas órdenes del cuartel general, los cosacos no salieron, sin recibir personalmente garantías de Kérenski de que “esta vez la sangre cosaca no será derramada en vano como ocurrió durante las Jornadas de Julio, cuando no se tomaron medidas suficientemente enérgicas contra los bolcheviques”. Los cosacos estaban listos para acudir en ayuda del Gobierno Provisional, siempre que los regimientos estuvieran provistos de ametralladoras, cada regimiento, organizado de cientos distribuidos entre las fábricas, recibiría vehículos blindados y las unidades de infantería marcharían junto con los cosacos. Sobre la base de este acuerdo, 200 cosacos y un equipo de ametralladoras del 14º regimiento fueron enviados al Palacio de Invierno. Los restantes regimientos se unirían a ellos ya que el Gobierno Provisional cumplió con las demandas de los cosacos, garantizando, en su opinión, que sus vanos sacrificios de julio no se repetirían. En relación con el incumplimiento de las condiciones propuestas por los regimientos cosacos, en una reunión diurna del consejo de tropas cosacas con representantes de los regimientos, se decidió retirar los 200 enviados anteriormente y no participar en la represión del levantamiento bolchevique. 
En la mañana del 25 de octubre (7 de noviembre), pequeños destacamentos de los Guardias Rojos comenzaron a ocupar los principales objetos de la ciudad: la agencia de telégrafos, las estaciones de ferrocarril, la central eléctrica principal, los almacenes de alimentos, el banco estatal y la central telefónica. Estos "operativos militares" eran como un "cambio de guardia", ya que no hubo resistencia a los comisarios del Comité Militar Revolucionario que venían y ocupaban tal o cual institución. En ese momento, el Gobierno Provisional se encontró prácticamente sin defensores: solo tenía un destacamento de soldados discapacitados, junkers y mujeres de choque del 1er batallón de la muerte de mujeres de Petrogrado.
En ausencia total de fuerzas del gobierno, los bolcheviques también actuaron, contrariamente a informes victoriosos posteriores, indecisos: no se atrevieron a asaltar el Palacio de Invierno, ya que ni los trabajadores ni la guarnición de Petrogrado en su conjunto tomaron parte en el levantamiento, pero los presentes en el papel "decenas de miles" de la "Guardia Roja" (había 10,000 Guardias Rojos solo en el distrito de Vyborg) en realidad no salieron con el VRK. La enorme fábrica Putílov, que supuestamente tenía 1,500 Guardias Rojos organizados, también puso solo un destacamento de 80 personas para participar en el levantamiento.
A la mitad del día, la mayoría de las instalaciones clave estaban ocupadas por la Guardia Roja sin resistencia por parte de las patrullas del Gobierno Provisional. El jefe del Gobierno Provisional, Aleksandr Kérenski, salió de Petrogrado en automóvil alrededor de las 11:00 horas, sin dejar instrucciones al gobierno. Nikolái Kishkin, un ministro civil que fue nombrado comisionado especial para el establecimiento del orden en Petrogrado. Por supuesto, de facto, sus poderes de "gobernador general" se limitaban únicamente a la autodefensa en el Palacio de Invierno. Convencido de que las autoridades del distrito no tenían deseos de actuar, Kishkin destituyó al Comandante en Jefe del Distrito Militar de Petrogrado, Gueorgui Polkóvnikov, de su cargo y confio las funciones de comandante de las tropas al general Yákov Bagratuni. El día 25 de octubre, Kishkin y sus subordinados actuaron con bastante audacia y eficiencia, pero incluso las habilidades enérgicas y organizativas de Kishkin no pudieron hacer mucho en las pocas horas que quedaron a su disposición.
La posición adoptada por el gobierno provisional era bastante absurda y desesperanzada: sentados en el Palacio de Invierno, donde se realizaban las reuniones, miembros del gobierno esperaban la llegada de las tropas del frente. Contaban con la desconfianza y la desmoralización de los destacamentos retirados por el Comité Militar Revolucionario, con la esperanza de que "tal ejército se dispersaría y se rendiría al primer tiro en blanco". Además, el gobierno no hizo nada para proteger su último bastión, el Palacio de Invierno; no suministraron municiones ni alimentos. Provocados durante el día a la residencia del gobierno, los junkers ni siquiera pudieron almorzar.
En la primera mitad del día, los cadetes de choque del batallón de mujeres, un destacamento de cosacos con ametralladoras, una batería de la Escuela de Artillería Mijaílovski, una escuela de alféreces de ingeniería y también varios voluntarios se unieron a los guardias junkers de las escuelas de Peterhof y Oranienbaum. Por lo tanto, en la primera mitad del día, los miembros del gobierno, muy probablemente, no sintieron la tragedia de su situación: alguna fuerza militar se reunió cerca del Palacio de Invierno, quizás suficiente para resistir hasta la llegada de las tropas del frente. La pasividad de los atacantes también confundió a la vigilancia del Gobierno Provisional. Toda la actividad del gobierno se redujo a un llamamiento a la población ya la guarnición con una serie de llamamientos tardíos, y por tanto inútiles.

### Salida de parte de los defensores del Palacio de Invierno
Para la tarde del 25 de octubre, las filas de los defensores del Palacio de Invierno se habían reducido considerablemente: se marchaban hambrientos, engañados y desanimados. Los pocos cosacos que estaban en el Palacio de Invierno también se fueron, avergonzados por el hecho de que toda la infantería del gobierno resultó ser "mujeres con armas". Por la tarde, la artillería también abandonó la residencia del gobierno: partieron por orden de su jefe, el cadete de la Escuela de Artillería Mijaílovski, aunque una pequeña parte de ellos desobedeció la orden y se quedó. De hecho, la artillería fue sustraída por engaño con la ayuda del comisario político de la escuela. También se fueron algunos de los junkers de la escuela Oranienbaum.
Carros blindados del Gobierno Provisional se vieron obligados a abandonar también la Plaza del Palacio de Invierno por falta de gasolina.

### Tarde del 25 de octubre
Por la noche, los disparos únicos hasta ahora raros comenzaron a ser más frecuentes. Los guardias respondieron con tiros al aire para los tiros en aquellos casos en que multitudes de Guardias Rojos se acercaban al palacio, y al principio esto fue suficiente.
A las 6:30 pm, tropas de infantería ciclista de la Fortaleza de Pedro y Pablo llegaron al cuartel de los sitiados con un ultimátum de Vladímir Antónov-Ovséyenko sobre la rendición del Gobierno Provisional y el desarme de todos sus defensores. En caso de negativa, los Guardias Rojos amenazaron con disparar desde los buques de guerra estacionados en el río Nevá y desde los cañones de la Fortaleza de Pedro y Pablo. El gobierno decidió no entrar en negociaciones con el Comité Militar Revolucionario.
Finalmente, habiendo comenzado a darse cuenta de lo crítico de su situación, los ministros decidieron acudir a la Duma de la ciudad en busca de apoyo moral y comenzaron a buscar algún tipo de ayuda física a través del teléfono. Alguien incluso fue a la Duma y recorrió sus fracciones con las palabras de que se avecinaba un desenlace trágico, que era necesario salir en defensa del gobierno y llamar también a la población. Pero no llegó ninguna ayuda. El único intento real de ayudar al Gobierno Provisional fue realizado por Borís Sávinkov, y estaba relacionado con el nombre del General Mijaíl Alekséyev. Sávinkov encontró al ex comandante en jefe supremo solo en la noche del 25 al 26 de octubre. Se discutió la posibilidad de reunir al menos una pequeña fuerza armada para luchar contra los bolcheviques. Según Sávinkov, el general incluso esbozó un plan para las próximas operaciones militares que, sin embargo, no tuvieron tiempo de llevarse a cabo.
Finalmente, en el Palacio de Invierno comenzaron a realizar preparativos de la autodefensa, para aguantar hasta la llegada de las tropas del frente, previstas a llegar por la mañana. Todas las fuerzas fueron atraídas directamente al palacio. El general Bagratuni se negó a asumir las funciones de comandante y abandonó el Palacio de Invierno, para ser luego arrestado por marineros y sobrevivió gracias a un accidente. El teniente coronel Ananin, jefe de la escuela de alféreces de ingeniería, se convirtió en el jefe de defensa, que estaba destinado a convertirse en la principal fuerza organizada, la columna vertebral del gobierno sitiado. Las funciones de los defensores se distribuyen en caso de asalto, se colocan las ametralladoras abandonadas por los cosacos que dejaron el edificio.
Muy indicativo y característico de la situación es el episodio con la llegada alrededor de las 20:00, en el Palacio de Invierno ya puesto en condiciones de combate en previsión de un ataque de uno de los líderes del asedio, el Comisario del Comité Militar Revolucionario, Grigori Chudnovski, junto con Kiseliov, fueron arrestados de inmediato por orden de Palchinski, pero luego, a pedido de los Junkers, quienes garantizaron la inmunidad de Chudnovski con su "palabra de honor", fueron liberados. Otro grupo de junkers que no querían pelear más se fue con ellos.

A las 21:00 horas el Gobierno Provisional se dirigió al país con un radiotelegrama: 
"El Sóviet de Petrogrado declaró depuesto al Gobierno Provisional y exigió la transferencia del poder bajo la amenaza de bombardear el Palacio de Invierno con los cañones de la Fortaleza de Pedro y Pablo, y el crucero Aurora, parados en el río Nevá. El gobierno sólo puede ceder el poder a la Asamblea Constituyente, por lo que decidió no rendirse y entregarse bajo la protección del pueblo y del ejército, sobre lo cual se envió un telegrama al Cuartel General. El cuartel general respondió sobre el envío de un destacamento. Que el pueblo y el país respondan al demente intento de los bolcheviques de levantar un levantamiento en la retaguardia del ejército en lucha."

## El asedio

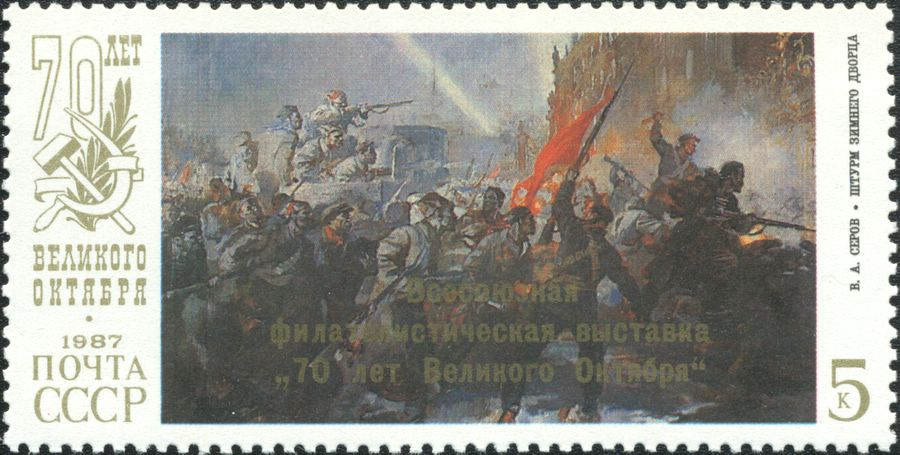
Sello soviético dedicado al 70 aniversario de la Revolución de Octubre, que representa el asalto al Palacio de Invierno.

Los bolcheviques decidieron asaltar el Palacio de Invierno solo después de la llegada de varios miles de marineros de la Flota del Báltico de Helsingfors y de Kronstadt, que ya habían combatido en las Jornadas de julio. El 25 de octubre, llegaron a Petrogrado desde Kronstadt en su ayuda. A pesar de que Lenin exigió la retirada de toda la flota, creyendo que la revolución en Petrogrado estaba en mayor peligro que en el Mar Báltico, los propios marineros, en violación de los requisitos de Lenin, no querían exponer el frente exterior a los alemanes.
Al mismo tiempo, se sabe acerca de las fuerzas que custodiaban el Palacio de Invierno que en el momento del asalto consistían en aproximadamente 137 mujeres de choque del 1er Batallón de la Muerte de Mujeres de Petrogrado (2.ª compañía), dos o tres compañías de junkers y 40 militares inválidos, caballeros distinguidos con la Orden de San Jorge, bajo el mando de un capitán que llevaba una prótesis.
Por la noche, ya solo el Palacio de Invierno permanecía en manos del Gobierno Provisional, que estaba custodiado por un pequeño destacamento de junkers y una pequeña parte del 1er batallón de la muerte de mujeres de Petrogrado. La parte principal del Batallón de mujeres fue enviada de regreso al lugar de despliegue en Levashovo, en las afueras de la ciudad (otras fuentes contienen datos posiblemente exagerados sobre la muerte del batallón de mujeres en batalla, como informó el periódico Viátskaya Mysl, el batallón "cayó en batalla con una banda de bolcheviques, defendiendo el Palacio de Invierno”). El jefe de la defensa del Palacio de Invierno fue Piotr Palchinski , diputado de Kishkin. Otra figura clave fue otro diputado de Kishkin, Piotr Rutenberg.

### Primer ataque al Palacio de Invierno
Casi simultáneamente con el último llamamiento del gobierno a Rusia, a las 21:00, después de un disparo como señal en blanco desde la Fortaleza de Pedro y Pablo, los Guardias Rojos comenzaron a atacar al Palacio de Invierno a las 21:40, por orden del Comisario A.V. Bélyshev, el comandante E.P. Ógnev disparó un tiro de fogueo desde el arma lateral del crucero Aurora (según varias fuentes, sirvió como señal para el inicio del asalto al Palacio de Invierno). El primer ataque fue un bombardeo con rifles y ametralladoras del palacio con la participación de vehículos blindados, acompañado del fuego de respuesta de los defensores del palacio, y duró aproximadamente una hora. Como resultado del ataque, Palchinski anotó en su cuaderno que hay suficientes fuerzas para la defensa, pero la ausencia del personal de mando es trágica: solo 5 oficiales estaban presentes entre los defensores del Gobierno Provisional (que eran un total de 12). Inmediatamente, el comité ejecutivo del sindicato de correos y telégrafos envió un mensaje:
"El primer ataque al Palacio de Invierno fue a las 22:00 horas. Rechazado."
Al mismo tiempo, el Gobierno llamó la atención:
"La situación se reconoce como favorable... El palacio está siendo bombardeado, pero sólo con fuego de fusilería sin ningún resultado. Se descubre que el enemigo es débil."
Las palabras del mismo Antónov-Ovséyenko describieron aproximadamente la misma evaluación:
Multitudes desordenadas de marineros, soldados y Guardias Rojos ahora avanzan hacia las puertas del palacio, pero luego retroceden.
El primer ataque de los bolcheviques de 21:00 a 22:00 resultó en la rendición de las mujeres de choque del batallón de mujeres que, según fuentes soviéticas, supuestamente "no pudieron resistir el fuego". De hecho, la rendición fue el resultado de una salida fallida de mujeres de choque para "liberar al general Alekséyev ", que el coronel Ananin, jefe de defensa del Palacio de Invierno, no pudo detener. Las mujeres corrieron hacia el arco del edificio del Estado Mayor y cayeron en manos de una tropa de la Guardia Roja. En un principio, una de las chicas pidió una salida, aparentemente por alguna razón pensando que Alekséyev estaba allí. Las filas de los defensores se redujeron por completo. Al final, las tropas bolcheviques entraron en el edificio por las puertas traseras del palacio, que nadie vigilaba ni defendía.
Simultáneamente con el inicio del asalto al Palacio de Invierno por parte de los Guardias Rojos, se llevó a cabo una reunión de la Duma de la ciudad de Petrogrado, que decidió apoyar al gobierno revolucionario sitiado en el Palacio de Invierno e intentó marchar al Palacio de Invierno para ayudar a los ministros del Gobierno Provisional.

### Segundo ataque al Palacio de Invierno
A las 11:00 p. m., los bolcheviques comenzaron a bombardear el Palacio de Invierno con los cañones de la Fortaleza de Pedro y Pablo, que dispararon 35 proyectiles, de los cuales solo 2 dañaron ligeramente la cornisa del Palacio de Invierno.Más tarde, Trotski se vio obligado a admitir que incluso los artilleros más leales dispararon deliberadamente sobre el Palacio de Invierno. Quienes plantearon el levantamiento quisieron usar el cañón de 6 pulgadas del crucero Aurora, pero resultó que debido a su ubicación, el crucero no podía disparar físicamente al Palacio de Invierno. Y el caso se limitó a la intimidación en forma de tiro de fogeo.
El papel decisivo en la toma del Palacio de Invierno lo desempeñó la 106 División de Infantería bajo el mando de Mijaíl Svéchnikov, que llegó a Petrogrado el día del asalto, unas horas antes que las unidades cosacas del general Dujonin, adecuadas desde el cuartel general, y enviadas a Petrogrado por orden de Kérenski. Después de que los defensores rechazaran los tres primeros ataques, Svéchnikov dirigió un destacamento de granaderos (de entre 440 y 450 soldados de la 106 División de Infantería, que llegó con él desde Finlandia) para el cuarto asalto. El ataque tuvo lugar desde el lado del terraplén de Nevá y fue exitoso.
Para los atacantes, el Palacio de Invierno no podía representar un obstáculo serio, ya que solo estaba defendido desde el lado de la fachada y, al mismo tiempo, los defensores olvidaron cerrar las puertas traseras desde el lado del Nevá, a través del cual comenzaron a penetrar fácilmente. Este olvido accidental de los defensores del Palacio de Invierno fue posteriormente utilizado en la ideología bolchevique y presentado falsamente en la propaganda: “los habitantes de los sótanos del palacio en su odio de clase hacia los explotadores” abrieron entradas “secretas” a los bolcheviques, a través de las cuales los atacantes penetraron y comenzaron a hacer propaganda a los defensores del palacio"... Estos no eran exploradores al azar, sino, por supuesto, enviados especiales del Comité Militar Revolucionario".
Parlamentarios encabezados por Chudnovski con un nuevo ultimátum aparecen entre los sitiados. Trotski, siguiendo al ministro de Justicia de Gobierno provisional, Pável Maliantóvich, repite el error de los guardias del Palacio de Invierno, que confundieron a doscientos enemigos con una diputación de la Duma, que irrumpió así en los pasillos del palacio. Según el historiador de la revolución Serguéi Melgunov, tal error no podría haber ocurrido: detrás de los parlamentarios, que destruyeron la barrera de fuego y bayoneta entre los atacantes y los defensores con su aparición, una multitud salió de la Plaza del Palacio, entró en el patio, y empezó a extenderse por todas las escaleras y pasillos del palacio.
Algunos junkers intentaron resistir, pero fueron rápidamente aplastados por la multitud, y al caer la noche la resistencia había cesado.
El jefe de defensa Ananin envió al teniente Aleksandr Sinegub al gobierno con un mensaje sobre la rendición forzada del Palacio de Invierno, y también que los parlamentarios del Comité Militar Revolucionario les prometieron perdonar la vida de los junkers. Durante la reunión del gobierno sobre la rendición, la multitud que acompañaba a Antónov-Ovséyenko se acercó a los cadetes de la guardia. Palchinski introdujo a un tal Antónov en la sala de los ministros y luego se dirigió a los junkers con un anuncio de la decisión tomada sobre la rendición incondicional de los ministros, expresando con esta sumisión solo a la fuerza, y una propuesta a los junkers para que hagan lo mismo. Sin embargo, hubo que persuadir a los Junkers.

### Arresto del Gobierno Provisional

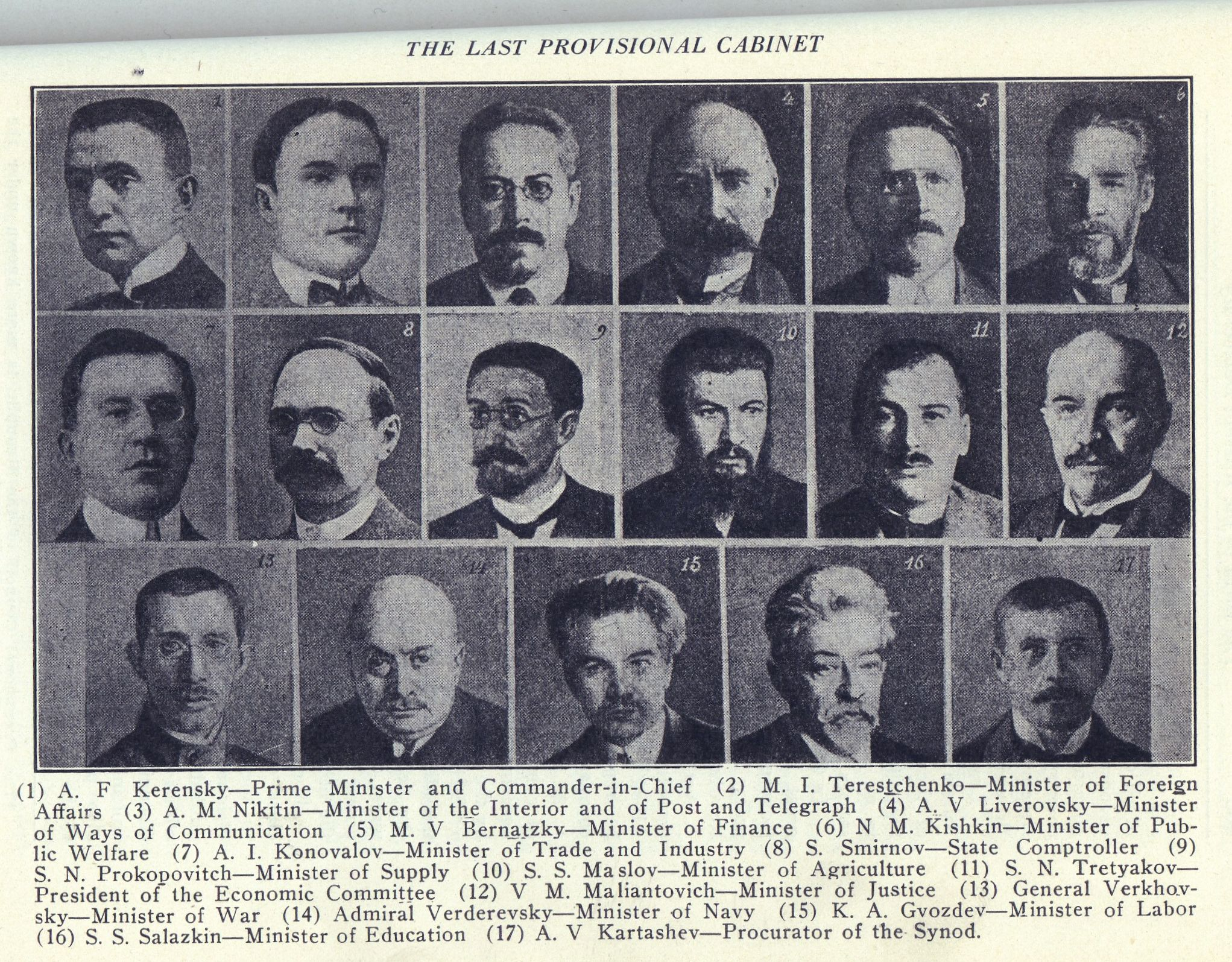
La composición del tercer y último Gabinete del Gobierno Provisional ruso.

Los ministros del Gobierno Provisional fueron arrestados por Antónov-Ovséyenko, representante del Comité Militar Revolucionario de Petrogrado, a las 2:10 am del 26 de octubre de 1917.

Cuando una variopinta multitud irrumpió en el Palacio de Invierno, alertada por la situación de combate a tiros, bombas y pólvora, con los desmanes y la violencia inherentes a tal multitud, los ministros del Gobierno Provisional tomaron la cobarde, aunque razonable, decisión de rendirse, aunque más tarde uno de los ministros le dijo incluso con bastante valentía a Antónov-Ovséyenko:
No nos hemos rendido y sólo nos hemos sometido a la fuerza, y no olvides que tu causa penal aún no ha sido coronada con éxito final.
Los ministros, incapaces de organizar un desaire a los bolcheviques en las jornadas de octubre de 1917, intentaron justificar su indecisión y cobardía en las últimas horas trágicas del Gobierno Provisional, dejando una hermosa, pero engañosa página en la historia.
Sin embargo, pocos de sus contemporáneos valoraron como una hazaña el acto de los ministros del Gobierno Provisional, que permanecieron hasta el final: la reunión de 350 mencheviques del 27 de octubre en toda la ciudad acogió “el coraje inquebrantable mostrado por los ministros de la República Rusa, que permanecieron en el cargo hasta el final bajo el fuego de los cañones y, por lo tanto, dieron un gran ejemplo de verdadera destreza revolucionaria.
El hecho de que hubo vandalismo de entre los que asaltaron el Palacio de Invierno fueron robados no fue negado ni siquiera por los escritores de memorias bolcheviques e historiadores soviéticos. El robo se produjo tanto durante el asalto como en los días posteriores al mismo, cuando, como escribió el periodista estadounidense John Reed, testigo presencial de los hechos , “algunas personas de entre todos los ciudadanos en general, que durante varios días después de ocupar el palacio se les permitió transitar libremente por sus habitaciones... robaron y se llevaron consigo platería, relojes, ropa de cama, espejos, jarrones de porcelana y piedras de valor medio. En un intento de robo, según el mismo periodista, incluso también fueron atrapados algunos de los defensores del Palacio de Invierno. Las nuevas autoridades intentaron detener los saqueos, pero fue en vano.
Cinco días después del asalto, una comisión especial de la Duma de la Ciudad examinó la destrucción del Palacio de Invierno y descubrió que, en términos de objetos de arte valiosos, el palacio había sufrido pérdidas, aunque escasas. En los lugares por donde pasaban los saqueadores, la comisión encontró pruebas de verdadero vandalismo: retratos con los ojos perforados, asientos de cuero cortados de las sillas, cajas de roble con valiosas porcelanas perforadas con bayonetas y valiosos íconos, libros, miniaturas, etc. estaban esparcidos por el suelo del palacio. La comisión estimó los daños causados al Palacio de Invierno por robo y vandalismo en unos 50.000 rublos. Algunos de los artículos fueron devueltos más tarde; se encontraron en revendedores, en bazares y en manos de extranjeros que salían de Rusia.
También fue saqueado el apartamento del Director del Hermitage, Dmitri Tolstói.
Al principio, los saqueadores no lograron penetrar en la bodega, que valía varios millones de rublos de oro, pero todos los intentos de tapiarla tampoco tuvieron éxito. El contenido de las bodegas comenzó a ser destruido a tiros de fusil. Esto llevó al hecho de que los soldados que custodiaban el palacio, temiendo que los bolcheviques destruyeran todo el vino, lo incautaron nuevamente y organizaron un verdadero saqueo en las bodegas. Trotski recordó: “El vino fluía por los canales hasta el Neva, empapando la nieve, los borrachos bebían directamente de las zanjas”. Para detener el saqueo descontrolado de vino, el Comité Militar Revolucionario se vio obligado a prometer dar alcohol a los representantes de las unidades militares diariamente a razón de dos botellas por soldado por día.

## Relatos de primera mano
De una conversación con el ministro S. l Maslov, que era miembro del Gobierno Provisional:

... El martes (24 de octubre de 1917, S.O.) llegué a la reunión ordinaria de la Verkhovna Rada. Gobierno en el Palacio de Invierno. Todo el elenco estuvo presente. A.F. Kerensky presidió...
... Durante la discusión del proyecto de ley, A.F. Kerensky fue informado varias veces sobre la acción inminente de los bolcheviques. Se decidió posponer el final de la discusión del proyecto de ley y pasar a la consideración de la actualidad...
... El miércoles, a las 11(?) horas. por la mañana, recibí un mensaje telefónico sobre mi llegada a una reunión urgente de VR. Gobiernos...

...A las 7 en punto. vech. N. M. Kishkin en la sede fue presentado por dos marineros con una demanda por escrito firmada por Antónov para la rendición del Gobierno Provisional y el desarme de la guardia. La demanda incluía una indicación de que todas las armas del crucero Aurora y la Fortaleza de Pedro y Pablo estaban dirigidas al Palacio de Invierno. Se dieron 25 minutos para la reflexión.
(Del evento descrito más adelante por él, a las dos de la mañana del día siguiente, los bolcheviques finalmente tomaron el Palacio de Invierno. Luego...)

... Antónov, en nombre del comité revolucionario, declaró arrestados a todos y comenzó a identificar a los presentes. El ministro Konoválov se registró el primero, luego Kishkin y otros... Preguntaron por Kérenski, pero no estaba en el palacio...
... Comenzaron a ubicarnos en celdas individuales del bastión Trubetskói. A mí me metieron en la celda número 39, en la celda contigua alojaron a Kartashov. La celda estaba húmeda y fría. Así pasamos la noche...
...El día transcurrió sin incidentes...
...A las tres de la mañana me despertaron varios militares que entraron a la celda. Me dijeron que, por decisión del II Congreso de los Soviets, Salazkin y yo eramos puestos en libertad bajo arresto domiciliario...

-La entrevista fue publicada en el diario Delo Naroda N°193 del 29 de octubre de 1917.

## Pérdidas
No hay datos exactos sobre las pérdidas de ambas partes, aunque se sabe con certeza que murieron seis soldados y un rebelde.

## Saqueo del palacio

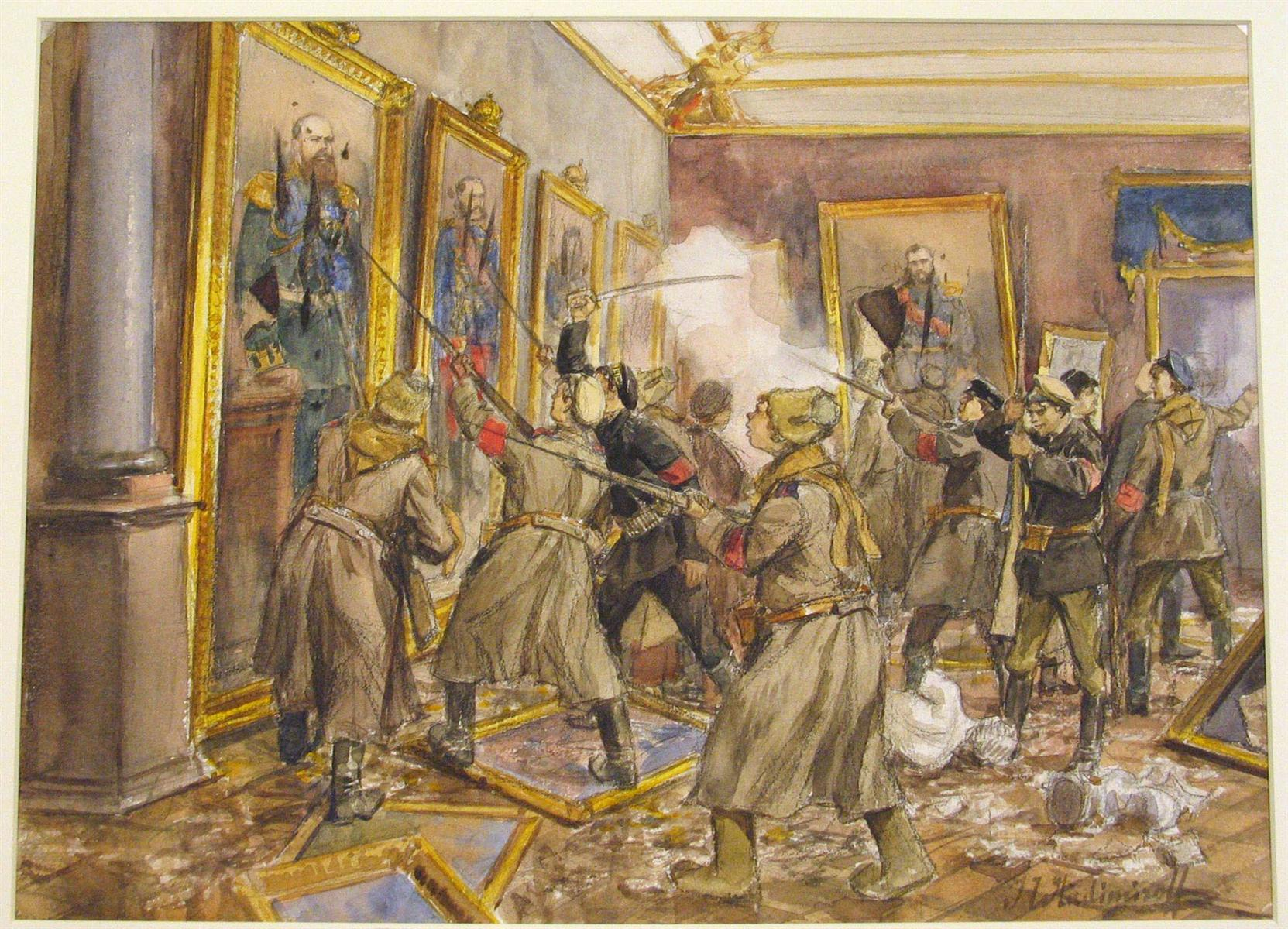
Saqueo en el Palacio de Invierno, pintura de Iván Vladímirov.

El hecho de que elementos vándalos de entre los que asaltaron el Palacio de Invierno fueron robados no fue negado ni siquiera por los escritores de memorias bolcheviques y los historiadores soviéticos.El robo se produjo tanto durante el asalto como en los días posteriores al mismo, cuando, como escribió el periodista estadounidense John Reed, testigo presencial de los hechos , “algunas personas de entre todos los ciudadanos en general, que durante varios días después de ocupar el palacio se les permitió transitar libremente por sus habitaciones, robaron y se llevaron consigo platería, relojes, ropa de cama, espejos, jarrones de porcelana y piedras de valor. En un intento de robo, según el mismo periodista, también fueron atrapados algunos de los defensores del Palacio de Invierno. Las nuevas autoridades intentaron detener los saqueos, pero fue en vano.
Cinco días después del asalto, una comisión especial de la Duma de la Ciudad examinó la destrucción del Palacio de Invierno y descubrió que, en términos de objetos de arte valiosos, el palacio había sufrido pérdidas, aunque no significativas. En los lugares por donde pasaban los ladrones, la comisión encontró evidencia de verdadero vandalismo: retratos con los ojos perforados, asientos de cuero cortados de las sillas, cajas de roble con valiosas porcelanas perforadas con bayonetas, y valiosos íconos, libros, miniaturas, etc. estaban esparcidos por el suelo del palacio. La comisión estimó los daños causados al Palacio de Invierno por robo y vandalismo en unos 50,000 rublos. Algunos de los artículos fueron devueltos más tarde; se encontraron en revendedores, en bazares y en manos de extranjeros que salían de Rusia.
Al principio, los saqueadores no lograron penetrar en la bodega, que valía varios millones de rublos de oro, pero todos los intentos de tapiarla tampoco tuvieron éxito. El contenido de las bodegas comenzó a ser destruido a tiros de fusil. Esto llevó al hecho de que los soldados que custodiaban el palacio, temiendo que los bolcheviques destruyeran todo el vino, lo incautaron nuevamente y organizaron un verdadero saqueo en las bodegas. Trotski recordó: “El vino fluía por los canales hasta el Nevá, empapando la nieve, y los borrachos bebían directamente de las zanjas”. Para detener el saqueo descontrolado de vino, el Comité Militar Revolucionario se vio obligado a prometer dar alcohol a los representantes de las unidades militares diariamente a razón de dos botellas por soldado por día.

## El asalto al Palacio de Invierno en el cine
El asalto al Palacio de Invierno ha sido mostrado en muchas películas,entre ellas:
- Octubre - Serguéi Eisenstein, 1927.
- El fin de San Petersburgo - Vsévolod Pudovkin, 1927.
- Lenin en Octubre - Mijaíl Romm, 1937. Remontada y editada en 1956 y 1963.
- Las últimas horas - Mijaíl Ignátov, 1967.
- Reds - Warren Beatty, 1981.
- Campanas Rojas. Vi nacer un mundo nuevo - Serguéi Bondarchuk, 1982.
- Quiet Don - Serguéi Guerasimov, 1958.
- Misfire, Canal 5, 1993.
- Tormenta del Invierno. Refutación - Documental, 2007.

## Asalto al Palacio de Invierno en la pintura
- “ Invierno tomado! "- una pintura del artista soviético Vladímir Serov, 1954.